# Río Cononaco
Río Cononaco är ett vattendrag i Ecuador. Det ligger i den östra delen av landet, 400 km öster om huvudstaden Quito.